# ミチノクコザクラ
ミチノクコザクラ（陸奥小桜、Primula cuneifolia var. heterodonta）は青森県岩木山の高山帯に分布するサクラソウ科サクラソウ属の多年草である。Primula cuneifoliaの3変種であるエゾコザクラ（基準変種）、ハクサンコザクラ、ミチノクコザクラのなかで最も大きい。

## 特徴
葉は倒卵形で長さ4～14cm、幅1.5～3cm。葉の中ほどから先端側に鋸歯が見られる。7～8月に高さ8～18cmの花茎に散形に3～15個の花をつける。花は紫紅色、径2～3cm、おしべ5本、めしべ1本、がくは5つに裂ける。